# Liste der denkmalgeschützten Objekte in Ansfelden
Die Liste der denkmalgeschützten Objekte in Ansfelden enthält die 15 denkmalgeschützten, unbeweglichen Objekte der Gemeinde Ansfelden in Oberösterreich (Bezirk Linz-Land).

## Denkmäler
| Foto |                 | Denkmal                                                                                                   | Standort                                               | Beschreibung | Metadaten |
| ---- | --------------- | --- | ------------------------------------------------------ | --- | --- |
| ja   | Datei hochladen | Pfarrhof HERIS-ID: 52016 Objekt-ID: 57955                                                                 | Ansfeldner Straße 11 Standort KG: Ansfelden            | Carlo Antonio Carlone baute 1689 bis 1707 im Auftrag von Pfarrer Mathäus von Weißenberg, später Propst des Stiftes St. Florian, diesen prächtigen, weithin sichtbaren Pfarrhof. Die dem Tal zugewandten Schauseite ist in zwei übereinanderliegende Bogengänge aufgelöst, der untere mit Pfeilern, der obere mit Säulen und stuckverzierter Decke. Wände und Decken des barocken Saals im ersten Stock sind ebenfalls mit schönen Stuckarbeiten geschmückt. | BDA-Hist.: Q38048669 Status: § 2a Stand der BDA-Liste: 2025-06-30 Name: Pfarrhof GstNr.: .46 Pfarrhof Ansfelden |
| ja   | Datei hochladen | Schule HERIS-ID: 100401 Objekt-ID: 116627                                                                 | Anton-Bruckner-Straße 10 Standort KG: Ansfelden        | Im Frühjahr 1906 kaufte die Gemeinde Ansfelden die Baugründe für den Schulneubau an. Im Jänner 1907 erfolgte die Vergabe der Arbeiten an den Maurermeister Franz Bachbauer aus Kleinmünchen. Am 27. Oktober 1907 weihte der damalige Propst von St. Florian das fertige Schulhaus ein. | BDA-Hist.: Q37784267 Status: § 2a Stand der BDA-Liste: 2025-06-30 Name: Schule GstNr.: 3074 Volksschule Ansfelden |
| ja   | Datei hochladen | Post und Tagesheimstätte, ehemals Schule, Gemeindeamt HERIS-ID: 82950 Objekt-ID: 96806                    | Anton-Bruckner-Straße 12 Standort KG: Ansfelden        | Baumeister Ignaz Derndorfer errichtete das Haus innerhalb von 14 Monaten. Die Einweihung erfolgte am 7. Jänner 1915. Außer der Gemeindekanzlei und dem Sitzungssaal waren darin die Arztwohnung samt Ordination, die Wohnungen des Gemeindesekretärs und des Gemeindedieners, sowie das Feuerwehrdepot und ein Waagamt untergebracht. 1977 verlegte man das Gemeindeamt in den dichter bevölkerten Ortsteil Haid. | BDA-Hist.: Q38179613 Status: § 2a Stand der BDA-Liste: 2025-06-30 Name: Post und Tagesheimstätte, ehemals Schule, Gemeindeamt GstNr.: .315 Post und Tagesheimstätte (Ansfelden)                                        |
| ja   | Datei hochladen | Wohnhaus, Bruckner-Geburtshaus HERIS-ID: 82946 Objekt-ID: 96802                                           | Augustinerstraße 3 Standort KG: Ansfelden              | 1706 wurde der 1665 errichtete Schule, ein Holzbau mit Strohdach, abgetragen und durch ein Ziegelgebäude mit Schindeldeckung ersetzt. Joseph Bruckner, der Großvater des Komponisten Bruckner, war von 1777 bis 1822 Schullehrer in Ansfelden. Sein Sohn Anton übernahm seine Stelle. Dessen Sohn, der Komponist Anton Bruckner, ist am 4. September 1824 in diesem Haus geboren. Die Schule musste aus Kapazitätsgründen 1853 neu erbaut und um einen Klassenraum erweitert werden. Bis 1907 war hier die Volksschule Ansfelden untergebracht. | BDA-Hist.: Q28735571 Status: § 2a Stand der BDA-Liste: 2025-06-30 Name: Wohnhaus, Bruckner-Geburtshaus GstNr.: .42 Birthplace of Anton Bruckner, Ansfelden                                                             |
| ja   | Datei hochladen | Kath. Pfarrkirche hl. Valentin und Friedhof samt friedhofseigenen Bauten HERIS-ID: 52015 Objekt-ID: 57953 | gegenüber Augustinerstraße 3 Standort KG: Ansfelden    | Die Anfänge der Pfarre dürften im 11. Jahrhundert liegen, eine Urkunde von 1113 bestätigt erstmals deren Bestand. Um 1700, gemeinsam mit dem Pfarrhof, wurden die bestehenden Teile der Kirche erneuert, erweitert und barockisiert. Heute besteht sie aus einem einschiffigen, sechsjochigen Langhaus mit Wandpfeilern, welche ein flaches Tonnengewölbe mit Stichkappen tragen. Der untere spätgotische Teil des Turms wurde 1728 erhöht und mit einem Spitzhelm versehen. Die Ausstattung der Kirche ist aus der zweiten Hälfte des 19. Jahrhunderts. Erwähnenswert sind noch die Plastiken „Madonna mit Jesuskind“ aus dem 16. und die der „hl. Barbara“ aus dem 17. Jahrhundert. | BDA-Hist.: Q15124660 Status: § 2a Stand der BDA-Liste: 2025-06-30 Name: Kath. Pfarrkirche hl. Valentin und Friedhof samt friedhofseigenen Bauten GstNr.: .44, .45, 1 Sankt Valentin (Ansfelden)                        |
| ja   | Datei hochladen | Bürgerhaus, Kindergarten HERIS-ID: 107295 Objekt-ID: 124605                                               | Bahnhofstraße 25 Standort KG: Kremsdorf                | | BDA-Hist.: Q37809717 Status: § 2a Stand der BDA-Liste: 2025-06-30 Name: Bürgerhaus, Kindergarten GstNr.: .207 |
| ja   | Datei hochladen | Friedhof mit Friedhofskapelle HERIS-ID: 82951 Objekt-ID: 96807                                            | gegenüber Friedhofstraße 15 Standort KG: Ansfelden     | Der Friedhof wurde am 30. November 1887 eröffnet. Da auch die Ansfeldner Priester auf Grund der Josephinischen Reformen nicht mehr auf dem alten Friedhof bei der Kirche im Dorf beerdigt werden durften, errichtet die die Pfarre 1893/94 die Kapelle als Ruhestätte für die Seelsorger der Pfarre und als Ossarium für den Friedhof. | BDA-Hist.: Q38179623 Status: § 2a Stand der BDA-Liste: 2025-06-30 Name: Friedhof mit Friedhofskapelle GstNr.: .312, .311, 3078 Friedhof Ansfelden                                                                      |
| ja   | Datei hochladen | Franzosenkapelle HERIS-ID: 45403 Objekt-ID: 46731                                                         | gegenüber Ikea-Platz 3 Standort KG: Kremsdorf          | | BDA-Hist.: Q38015602 Status: Bescheid Stand der BDA-Liste: 2025-06-30 Name: Franzosenkapelle GstNr.: .228 |
| ja   | Datei hochladen | Ehem. Schule HERIS-ID: 107296 Objekt-ID: 124606                                                           | Im Kornfeld 3 Standort KG: Kremsdorf                   | Der St. Florianer Baumeister Franz Breinesberger errichtete die ehemalige Volksschule von Berg in den Jahren 1901/1902. Der Unterricht wurde am 1. September 1902 aufgenommen. Die Schule hatte damals drei Unterrichtsräume und wurde 1922 durch einen Anbau und 1929 durch Aufstockung des Anbaus auf sechs Klassenzimmer erweitert. Das Gebäude beherbergte die Volksschule Berg bis 1968 und bis zur Eröffnung der Hauptschule Haid 2 sechs Klassen der Hauptschule beziehungsweise des Polytechnischen Lehrgangs. Nach der Einstellung des Lehrbetriebs baute die Gemeinde Ansfelden Schule in ein Wohnhaus um. | BDA-Hist.: Q37809727 Status: § 2a Stand der BDA-Liste: 2025-06-30 Name: Ehem. Schule GstNr.: .246 |
| ja   | Datei hochladen | Kath. Pfarrkirche Haid, ehem. Autobahnkirche HERIS-ID: 108740 Objekt-ID: 126247                           | Kirchenstraße 1, 3 Standort KG: Kremsdorf              | Die Haider Kirche wurde am 16. August 1964 geweiht, der Innenraum wurde 1998 neu gestaltet. Der monumentale Kirchenbau wurde von der Architektengemeinschaft Josef Krawina und Walter Schmutzer entworfen und errichtet. Die Kirche hat ein zwanzig Meter hohes Stahlbetondach in der Form eines Tetraeders, das auf einem viereinhalb Meter hohen Sockel mit quadratischem Grundriss steht. Die westliche Fläche des Tatraeders ist in drei Flächen unterteilt die nach innen versetzt sind. Die größere in Form eines gleichschenkeligen Dreiecks ist eine Dachfläche. Die zwei kleineren, ungleichschenkeligen Dreiecke stehen vertikal auf den Kanten dieser Fläche und sind verglast. Der freistehende Glockenturm ist aus Sichtbeton und hat eine Höhe von 38,5 m. Bei der Neugestaltung des Innenraumes wurden zwei Deckenflächen mit Ahornpaneelen verkleidet, der Altar etwas in Richtung Raummitte versetzt und drei radiale Bankblöcke mit insgesamt 360 Sitzplätzen aufgestellt. Der Tabernakel ist noch von 1964 und wurde von Peter Dimmel gestaltet. Die künstlerische Gestaltung der Glaswände (1976) lag in den Händen von Lydia Roppolt. Die Meinungsverschiedenheiten wegen der Gestaltung dieser Flächen führten dazu, dass Josef Krawina die Gesamtleitung zurücklegte. In der Kirche befinden sich auch zwei Kapellen. Die Werktagkapelle, dem Erzengel Raphael wurde 2002 geweiht, bietet Sitzplätze für 70 Personen. Die Meditationskapelle ist etwas kleiner mit variabler Anordnung der Sitzplätze. Ein, der Kirche vorgelagerter Kolonnadengang verbindet Pfarrhaus, Kirchenbau und Glockenturm. Anmerkung: Die Kirche erstreckt sich über die beiden Katastralgemeinden Kremsdorf und Rappeswinkel. | BDA-Hist.: Q63986438 Status: § 2a Stand der BDA-Liste: 2025-06-30 Name: Kath. Pfarrkirche Haid, ehem. Autobahnkirche GstNr.: 1219/95 Autobahnkirche Haid                                                               |
| ja   | Datei hochladen | Landwirtschaftl. Berufs- und Fachschule Ritzlhof, ehem. Ackerbauschule HERIS-ID: 82949 Objekt-ID: 96805   | Kremstalstraße 125 Standort KG: Kremsdorf              | Die Landwirtschaftl. Berufs- und Fachschule Ritzlhof wurde 1875 als Ackerbauschule des Landes Oberösterreich gegründet. Neben dem bestehenden Vierkanter wurde das Schulgebäude im Stil dieser Zeit errichtet. | BDA-Hist.: Q1804757 Status: § 2a Stand der BDA-Liste: 2025-06-30 Name: Landwirtschaftl. Berufs- und Fachschule Ritzlhof, ehem. Ackerbauschule GstNr.: .280, 1393/2 Landwirtschaftliche Berufs- und Fachschule Ritzlhof |
| ja   | Datei hochladen | Kath. Pfarrkirche hl. Vitus und ehem. Friedhofsfläche HERIS-ID: 82947 Objekt-ID: 96803                    | Mayr-zu-Berg-Straße 24 Standort KG: Kremsdorf          | Die kleine einschiffige Kirche mit barockisiertem, dreijochigem Langhaus mit einer flachen Hängekuppel ist dem hl. Vitus geweiht. Ein reiches Netzrippengewölbe überspannt den zweijochigen Chor mit Dreiachtelschluss. Der Turm mit Spitzhelm wurde 1671 errichtet. Die Inneneinrichtung ist in neugotischem Stil gehalten. | BDA-Hist.: Q2082553 Status: § 2a Stand der BDA-Liste: 2025-06-30 Name: Kath. Pfarrkirche hl. Vitus und ehem. Friedhofsfläche GstNr.: .237, 1296 Pfarrkirche Heiliger Vitus (Berg an der Krems)                         |
| ja   | Datei hochladen | Pfarrhof und Mesnerhaus HERIS-ID: 52061 Objekt-ID: 58091                                                  | Mayr-zu-Berg-Straße 24 Standort KG: Kremsdorf          | 1664 über einem bestehenden Erdkeller errichtet, war im Mesnerhaus von 1853 bis 1902 die Berger Schule und die Wohnung des Lehrers untergebracht. Dazu wurde statt der hölzernen Stallung von der Schulgemeinde ein einstöckiger Anbau errichtet. 1905 übernahm das Chorherrenstift St. Florian den Anbau auf Grund einer vertraglichen Vereinbarung mit der Schulgemeinde Ansfelden den Anbau in seinen Besitz. | BDA-Hist.: Q38048948 Status: § 2a Stand der BDA-Liste: 2025-06-30 Name: Pfarrhof und Mesnerhaus GstNr.: .236 Pfarrhof Berg (Ansfelden)                                                                                 |
| ja   | Datei hochladen | Wegkapelle HERIS-ID: 46839 Objekt-ID: 49106                                                               | bei Nettingsdorfer Straße 82 Standort KG: Nettingsdorf | | BDA-Hist.: Q38024103 Status: Bescheid Stand der BDA-Liste: 2025-06-30 Name: Wegkapelle GstNr.: .84 Wegkapelle (Nettingsdorfer Straße)                                                                                  |
| ja   | Datei hochladen | Kath. Pfarrkirche Haid, ehem. Autobahnkirche HERIS-ID: 82942 Objekt-ID: 96798                             | Kirchenstraße 1, 3 Standort KG: Rapperswinkel          | Die Kirche erstreckt sich über die beiden Katastralgemeinden Kremsdorf (siehe dort) und Rappeswinkel. | BDA-Hist.: Q63986436 Status: § 2a Stand der BDA-Liste: 2025-06-30 Name: Kath. Pfarrkirche Haid, ehem. Autobahnkirche GstNr.: 1033/23 Autobahnkirche Haid                                                               |